# Sandra Sarmiento
Sandra Sarmiento Bedoya, conocida simplemente como Sandra Sarmiento (Bogotá, 9 de diciembre de 1960) es una bailarina, coreógrafa, actriz, productora y pintora colombiana.
Sarmiento se convirtió en uno de los iconos más importantes del entretenimiento en Colombia, sobre todo como bailarina y coreógrafa.  Es reconocida a nivel nacional por sus participaciones en programas como Baila de Rumba, Disco y principalmente El Show de Jimmy en donde fue la líder de las SuperNotas, siendo una parte fundamental del programa y una de las más queridas y recordadas por el público. Fue el show más exitoso de la época en la televisión colombiana.  
Luego de su carrera como bailarina y coreógrafa, Sarmiento se dedicó a la pintura y ha logrado exhibir sus obras en ciudades como Los Ángeles y Miami, en los Estados Unidos.

## Biografía

### Primeros años
Sandra Sarmiento nació en cuna de artistas, su padre fue un violinista clásico que perteneció a la Orquesta filarmónica de Orlando, Florida, y su madre, una bailarina de ballet clásico.  Por esa razón, Sarmiento empezó a tomar clases de ballet a los 4 años de edad y de teatro a los 15 años.  Posteriormente empezó a estudiar bellas artes en la Universidad Jorge Tadeo Lozano y continuó educándose en diferentes experticias artísticas.

### Década de 1970
Sandra Sarmiento empezó su carrera como bailarina en el programa Baila de Rumba, de Caracol Televisión dirigido por Alfonso Lizarazo, pionero de la televisión colombiana.  En esta producción estuvo trabajando durante doce años.  Al mismo tiempo, empezó a trabajar en producciones como Hoy es Viernes.  

### Década de 1980
Sandra Sarmiento llegaría a la cima del éxito en su carrera como bailarina al ser invitada por Jimmy Salcedo a ser parte de El Show de Jimmy de Do Re Creativa Tv y siendo ella le encargada de hacer las coreografías del programa con un grupo denominado las SuperNotas.  En el ocaso del programa, se incorporaron hombres al grupo y las apariciones de las SuperNotas se diversificaron en distintas secciones bajo la dirección de Sandra Sarmiento.

## Filmografía
| Año         | Programa de televisión | Rol                    | Notas                   |
| ----------- | ---------------------- | ---------------------- | ----------------------- |
| 1979 - 1981 | Disco                  | Bailarina              |                         |
|             | Sábados Felices        | -                      |                         |
| 1981 - 1987 | Baila de rumba         | Bailarina              |                         |
| 1986        | Yo y tú                | -                      |                         |
| 1986 - 1992 | El Show de Jimmy       | Bailarina / Coreógrafa | Líder de las SuperNotas |
| 1990        | Hoy es viernes         | Bailarina              |                         |

## Vida personal
Sandra Sarmiento reside en los Estados Unidos y tiene dos hijos, David y María Angélica. Su hija es la cantante y artista Angélica Nor.

## Polémicas
En agosto de 2012, Jazmín Arteaga, se atribuyó la imagen de Sandra Sarmiento, diciendo que había sido parte de las SuperNotas y que desde esa época hasta hace varias décadas, estaba enfrentando un problema de adicción a las drogas.  Sarmiento que residía en los Estados Unidos cuando esto ocurrió, fue avisada por sus amigos y cercanos para frenar la polémica generada por Arteaga y por Heidy Liliana Iregui (conocida popularmente como la Shakira del Bronx) unos años antes.  Al poco tiempo, Arteaga confesó que había mentido y pidió perdón por ensuciar la imagen de Sarmiento, El Show de Jimmy y el mismo Jimmy Salcedo.